# Гай Касий Лонгин (консул 96 пр.н.е.)
Вижте пояснителната страница за други личности с името Гай Касий Лонгин.
Гай Касий Лонгин (на латински: Gaius Cassius Longinus) e политик на късната Римска Република.

## Биография
Произлиза от плебейската фамилия Касии и е син на Луций Касий Лонгин Равила (консул 127 пр.н.е.).
Към края на 2 век пр.н.е. той е магистър на Монетния двор и не успява да стане народен трибун. През 99 пр.н.е. става претор, а през 96 пр.н.е. е избран за консул заедно с Гней Домиций Ахенобарб.
През 87 пр.н.е. сенатът му възлага да поеме командването на войската на мястото на разболелия се проконсул Гней Помпей Страбон в борбата против Гай Марий.